# 라이브코드
라이브코드(LiveCode, 구 명칭: Revolution 및 MetaCard)는 하이퍼카드에서 영감을 받은 크로스 플랫폼 기반의 고속 응용 프로그램 개발 런타임 시스템이다. 하이퍼카드의 하이퍼토크와 같은 xTalk 스크립팅 언어 제품군에 속하는 라이브코드 스크립트(구 명칭: MetaTalk) 프로그래밍 언어가 특징이다.
환경은 2001년에 도입되었다. "레볼루션" 개발 시스템은 런타임 레볼루션(Runtime Revolution)이 나중에 2003년에 메타카드 코퍼레이션(MetaCard Corporation)에서 인수한 메타카드 엔진 기술을 기반으로 했다. 이 플랫폼은 2004년에 "최고의 개발 소프트웨어"로 맥월드 연례 에디터스 초이스상(Macworld Annual Editor's Choice Award)을 수상했다. 레볼루션은 2010년 가을에 "라이브코드"로 이름이 변경되었다. "라이브코드"는 스코틀랜드 에딘버러에 본사를 둔 런타임 레볼루션(Runtime Revolution Ltd.)에서 개발 및 판매한다. 2015년 3월, 제품과 회사명을 통일하기 위해 회사명을 "라이브코드"사로 변경했다. 2013년 4월, 킥스타터에서 크라우드 펀딩 캠페인을 성공적으로 마친 후 자유-오픈 소스 버전인 '라이브코드 커뮤니티 에디션 6.0'이 출시되었다. 코드 베이스는 다시 라이선스되어 2013년 4월 버전의 자유-오픈 소스 소프트웨어로 제공되었다.
라이브코드는 iOS, 안드로이드, OS X, 윈도우 95~윈도우 10, 라즈베리 파이 및 리눅스, 솔라리스, BSD를 포함한 여러 유닉스 변형에서 실행된다. 모바일, 데스크톱, 서버/CGI 애플리케이션에 사용할 수 있다. iOS(아이폰 및 아이패드) 버전은 2010년 12월에 출시되었다. 웹에 배포되는 첫 번째 버전은 2009년에 출시되었다. 이는 가장 널리 사용되는 하이퍼카드/하이퍼토크 복제본이며 모든 주요 운영 체제에서 실행되는 유일한 버전이다.

## 같이 보기
- 하이퍼카드